# Cheiramiona kalongensis
Cheiramiona kalongensis là một loài nhện trong họ Miturgidae.
Loài này thuộc chi Cheiramiona. Cheiramiona kalongensis được miêu tả năm 2003 bởi Lotz.